# Новый Иерусалим (музей)
Государственный историко-художественный музей «Новый Иерусалим» — историко-художественный музей в городе Истре, крупнейший музей Московской области. Создание и функционирование учреждения культуры тесно связано с основанным в XVII веке Воскресенским Новоиерусалимским монастырем.
Является одним из крупнейших музеев в России. В настоящее время располагается в необычном здании, построенном в стилистике «зелёной архитектуры», которое содержит более 10 000 квадратных метров выставочных площадей. В настоящее время[когда?] собрание музея насчитывает более 180 тысяч единиц хранения и включает коллекции археологических и этнографических материалов, письменных источников и фотодокументов, рукописей и редких книг, нумизматики, оружия, русских и зарубежных изобразительных материалов разных эпох (иконописи, шитья, живописи, графики, декоративно-прикладного искусства ХVI—XXI веков и т. п.). По содержанию коллекции отражают историческое и культурное развитие Московского региона, начиная с его заселения и до наших дней. В музейное собрание входят и уникальные реликвии, напрямую связанные с историей Воскресенского Ново-Иерусалимского монастыря и личностью его основателя — патриарха Московского и всея Руси Никона (1605—1681). Наряду с постоянными экспозициями, в музее регулярно проходят крупные выставочные проекты. Исторические экспонаты представлены в современном пространстве, дополненном мультимедийными технологиями.

## История
В 1874 году в трапезных палатах церкви Рождества Христова Новоиерусалимского монастыря архимандритом Леонидом (Кавелиным) устроен музей Патриарха Никона — один из первых церковных музеев России, в следующем году составлена опись музея. Архимандрит Серафим (Чичагов), бывший наместником в 1904—1905 годы обновил и переустроил музей, дополнил его коллекцию своими пожертвованиями, начал составление новых Описей музея и ризницы, организовал монастырскую библиотеку.

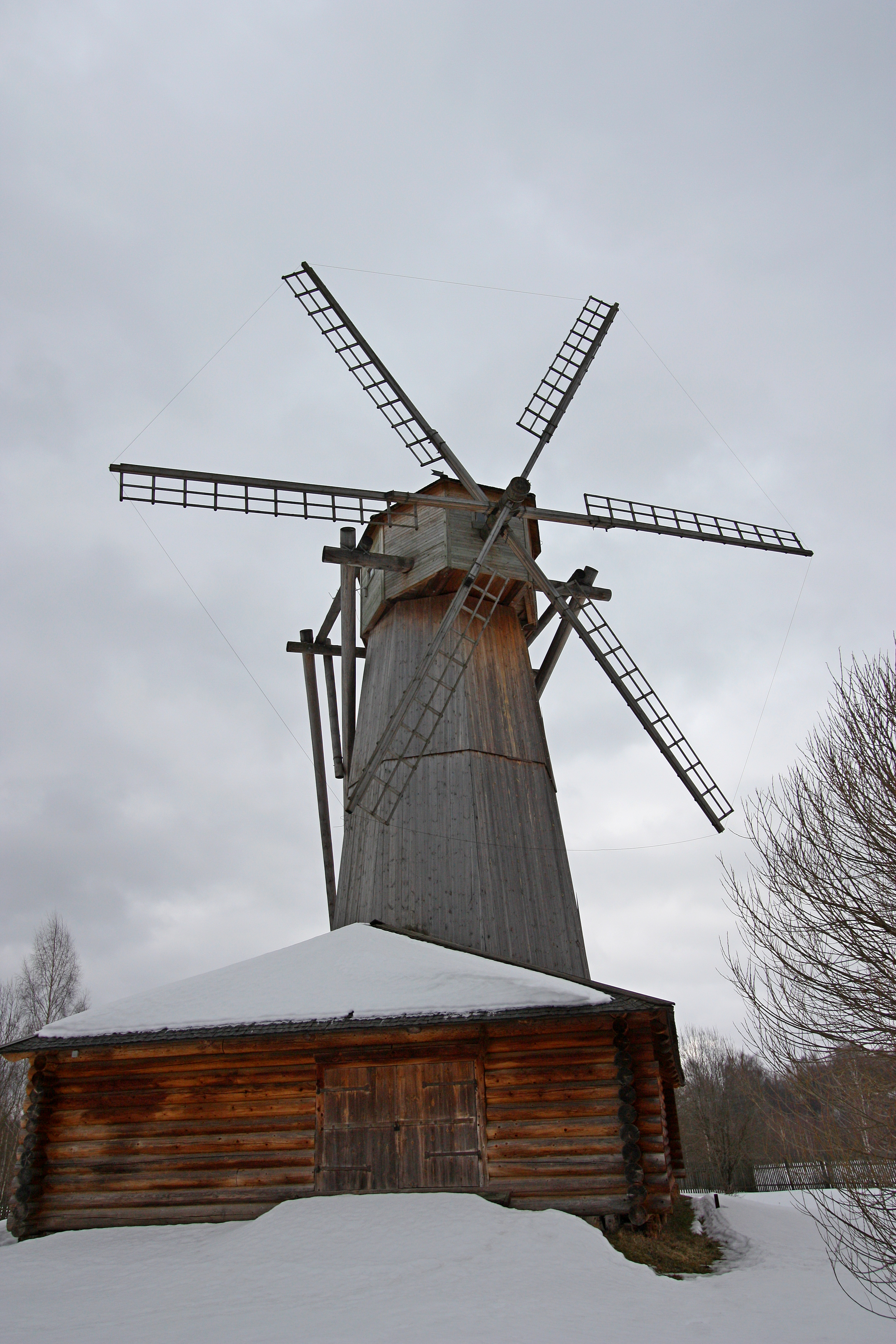
Ветряная мельница из села Кочемлева Кашинского района Тверской области.

В 1918 году Новоиерусалимский монастырь был закрыт. Для сохранения хранившихся в нём ценностей решено было создать музей. В 1920 году был создан Историко-художественный музей, который возглавила местная учительница П.К. Разумовская. В ноябре 1921 года заведующим уездным статистическим бюро Н. А. Шнеерсоном был основан Музей родного края. 20 апреля 1922 года 2 музея были объединены в Государственный художественно-исторический музей. В коллекцию музея вошли предметы из монастырских храмов и ризницы, экспонаты Музея памяти Патриарха Никона, картины из художественной галереи, расположенной в Трапезных палатах, материалы археологических раскопок в северо-западной части Московской области.

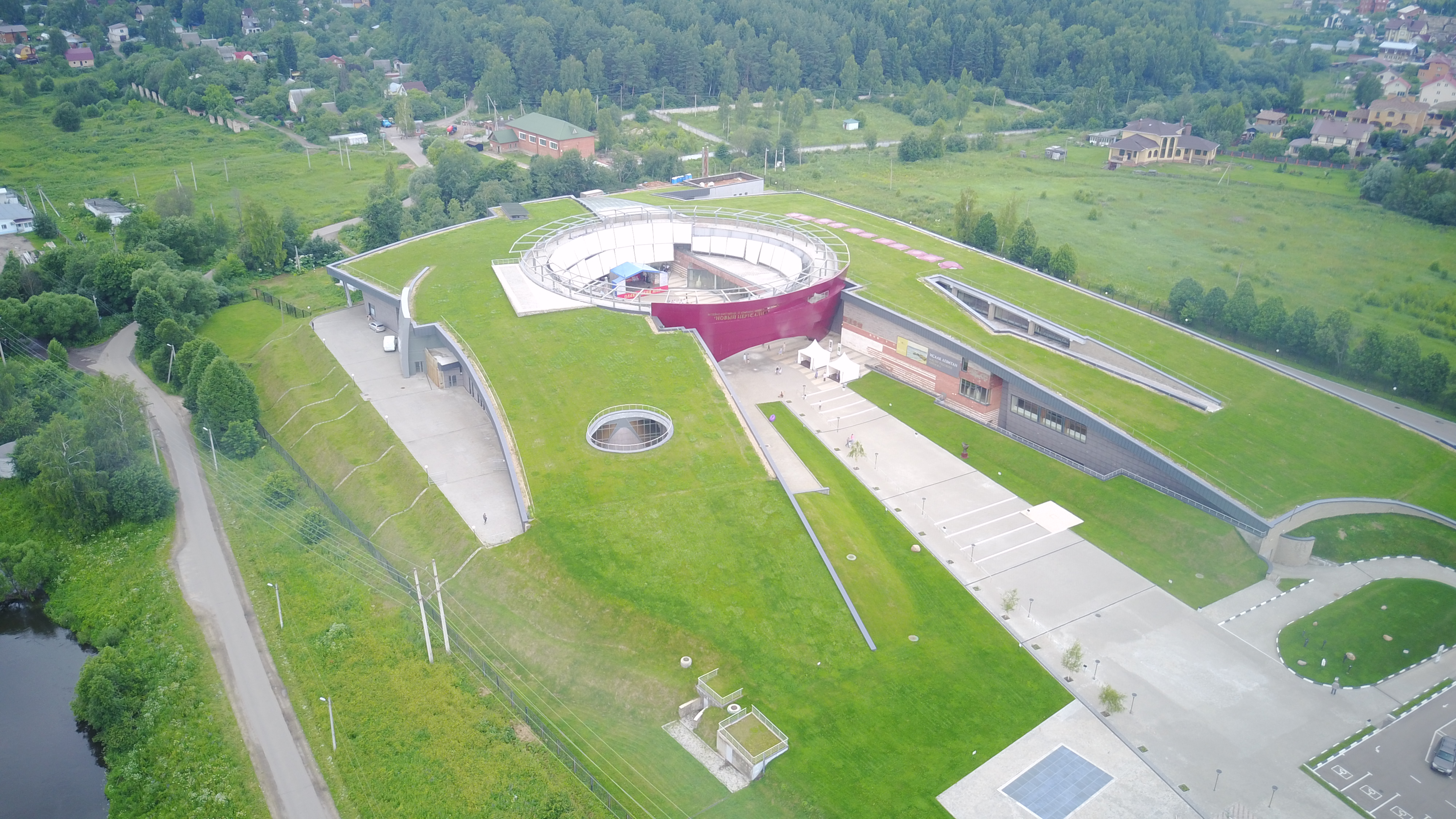
Музей «Новый Иерусалим» с высоты птичьего полета

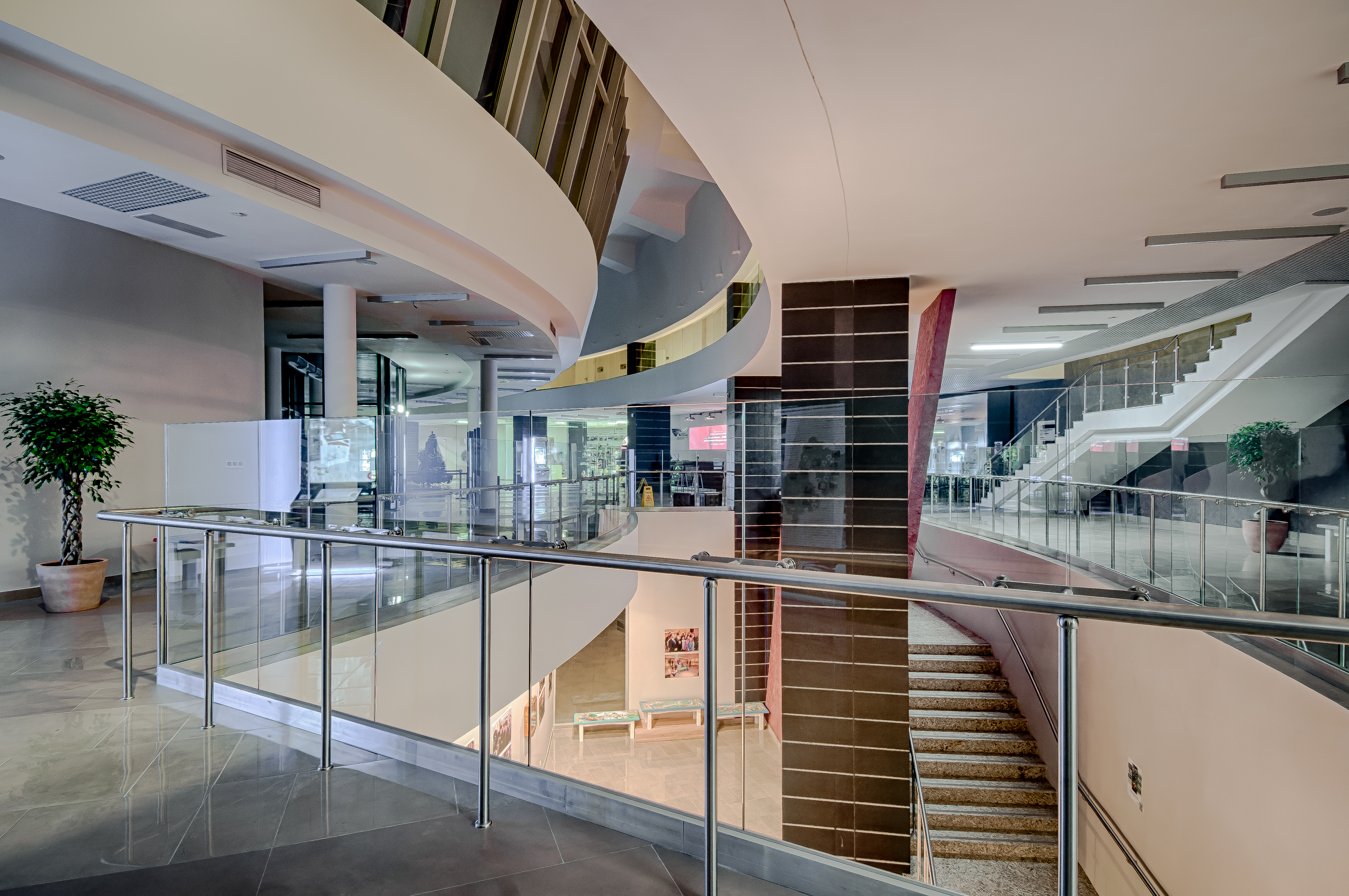
Фойе Музейно-выставочного комплекса «Новый Иерусалим»

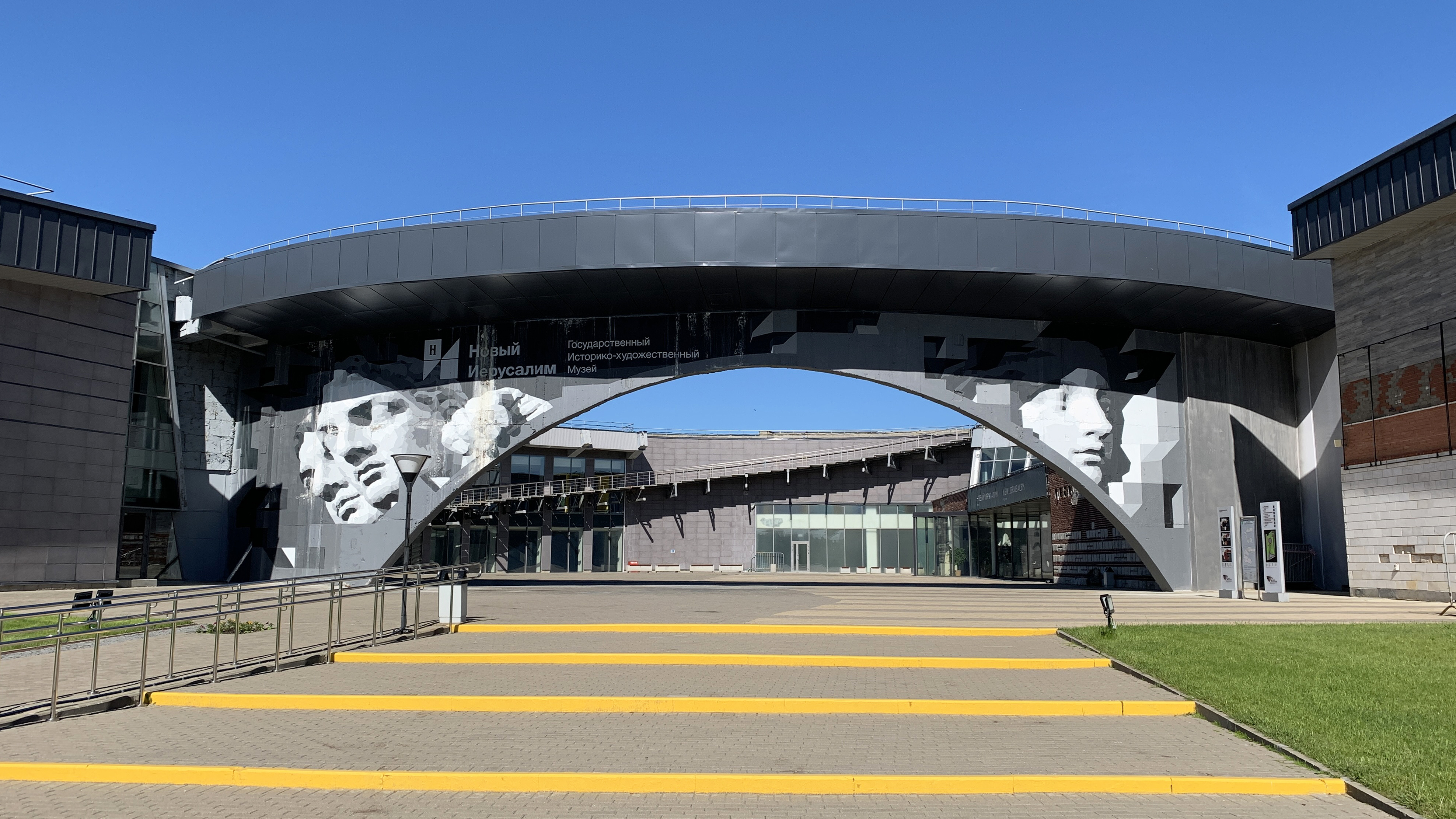
Новое оформление музея «Новый Иерусалим» в 2022 году

Макет Ново-Иерусалимского монастыря с мультимедийной проекцией на основной экспозиции музея «Новый Иерусалим»

Музей работал под руководством Главмузея, являвшимся подразделением Главнауки Наркомпроса. Создавать музей помогали Н. Н. Померанцев, хранитель Оружейной палаты Московского Кремля, историк В. И. Троицкий, этнограф П. Н. Свешников, реставраторы П. Д. Барановский и Д. П. Сухов, специалист по архитектурной керамике А. В. Филиппов.
Около 1925 года были выполнены первые реставрационные работы на территории монастыря и заложены основы научного описания архитектурного ансамбля. Под руководством А. В. Филиппова проводилось исследование и отмывка от поздних масляных записей уникального изразцового декора Воскресенского собора. Совместно с Государственным Историческим музеем были проведены раскопки стекольного завода близ села Духанина Воскресенского уезда. В 1920-х годах монографически описано село Бужарово, находящееся недалеко от музея.
Основная экспозиция создана в 1925 году, в котором музей посетило 10 тысяч человек. Во второй половине 1920-х годов фонды музея пополнились предметами из национализированных усадеб западной части Московской губернии: Знаменское (имение Мартыновых), Петровское (Голицыных), Рождествено (Толстых), Ильинское (в. к. Сергея Александровича), Никольское (Гагариных), Глебово (Брусиловых), Ярополец (Чернышёвых), Ярополец (Гончаровых) и других. Частично были переданы коллекции ликвидированных музеев-усадеб Введенское, Дубровицы, Никольское-Урюпино, Царицыно. Произведения древнерусского искусства поступили из Лужецкого Богородицкого Ферапонтова монастыря в Можайске и Саввино-Сторожевского монастыря.
До 1935 года музей неоднократно преобразовывался и менял названия. В 1935 году в Новоиерусалимский музей была перевезена часть коллекций (этнографические и археологические) и библиотека упразднённого Московского областного музея, находившегося в Москве. Его функции были переданы музею в Истре. По решению Наркомпроса РСФСР музей был преобразован в Опытно-показательный краеведческий музей Московской области. В 1939—1940 годах в Новый Иерусалим поступила часть коллекций из расформированного музея в Звенигороде.
К началу войны экспозиция занимала 42 зала. Музей, как большая часть учреждений Наркомпроса, не имел плана эвакуации. Приказ об эвакуации поступил в июле. Часть экспонатов была спрятана в тайниках, оборудованных сотрудниками музея на территории монастыря. Краеведческую экспозицию и выставку в соборе (картины, мебель, фаянс) не успели демонтировать. Наиболее ценные предметы (в основном изделия из драгоценных металлов, церковное облачение, некоторые книги) и художественные коллекции были упакованы в ящики и вывезены в Москву в начале ноября 1941 года. Из Москвы они были отправлены в Алма-Ату. В августе 1943 года экспонаты Истринского музея возвратились в Москву.
Город Истра был занят немецкими войсками с 27 ноября по 11 декабря 1941 года. В Воскресенском соборе монастыря располагался госпиталь на 2400 раненых. При отступлении 10 декабря 1941 года сапёры 614 полка дивизии СС «Рейх» взорвали здания Новоиерусалимского монастыря. Обрушились ротонда Воскресенского собора, колокольня, верхние ярусы башен ограды и крепостная церковь, сгорели Трапезные палаты. Большая часть экспонатов, оставшихся на его территории, погибла от взрывов и последующих пожаров.
Из эвакуации спасённые фонды музея были возвращены в 1944 году. Восстановительные работы начались в конце 1940-х годов. Уже в конце 1950-х годов музей, находившийся временно в Москве, вернулся в Истру. Главной задачей сотрудников музея в послевоенный период стало изучение памятников восстанавливаемого архитектурного ансамбля и учёт, хранение, реставрация коллекций. Определились направления собирательской деятельности музея: накопление материалов для создания экспозиций, отражающих процесс развития Подмосковного края с древнейших времён; пополнение существующих художественных коллекций и создание новых; формирование фонда научных материалов по реставрации архитектурного комплекса монастыря.
В 1970-х годах в парковой зоне монастыря был создан архитектурно-этнографический музей. В музее деревянного зодчества можно увидеть часовню из села Сокольники Чеховского района, крестьянскую усадьбу 1830—1840-х годов из деревни Выхино Люберецкого района (ныне район Выхино-Жулебино Москвы), ветряную мельницу из села Кочемлева Кашинского района Тверской области (с августа 2020 года лопасти мельницы обрушились).
В 1991 году музей стал Историко-архитектурным и художественным музеем «Новый Иерусалим» и являлся областным научным, экспозиционно-выставочным и туристическим центром, принимавшим до 2009 года ежегодно более 300 тысяч посетителей.

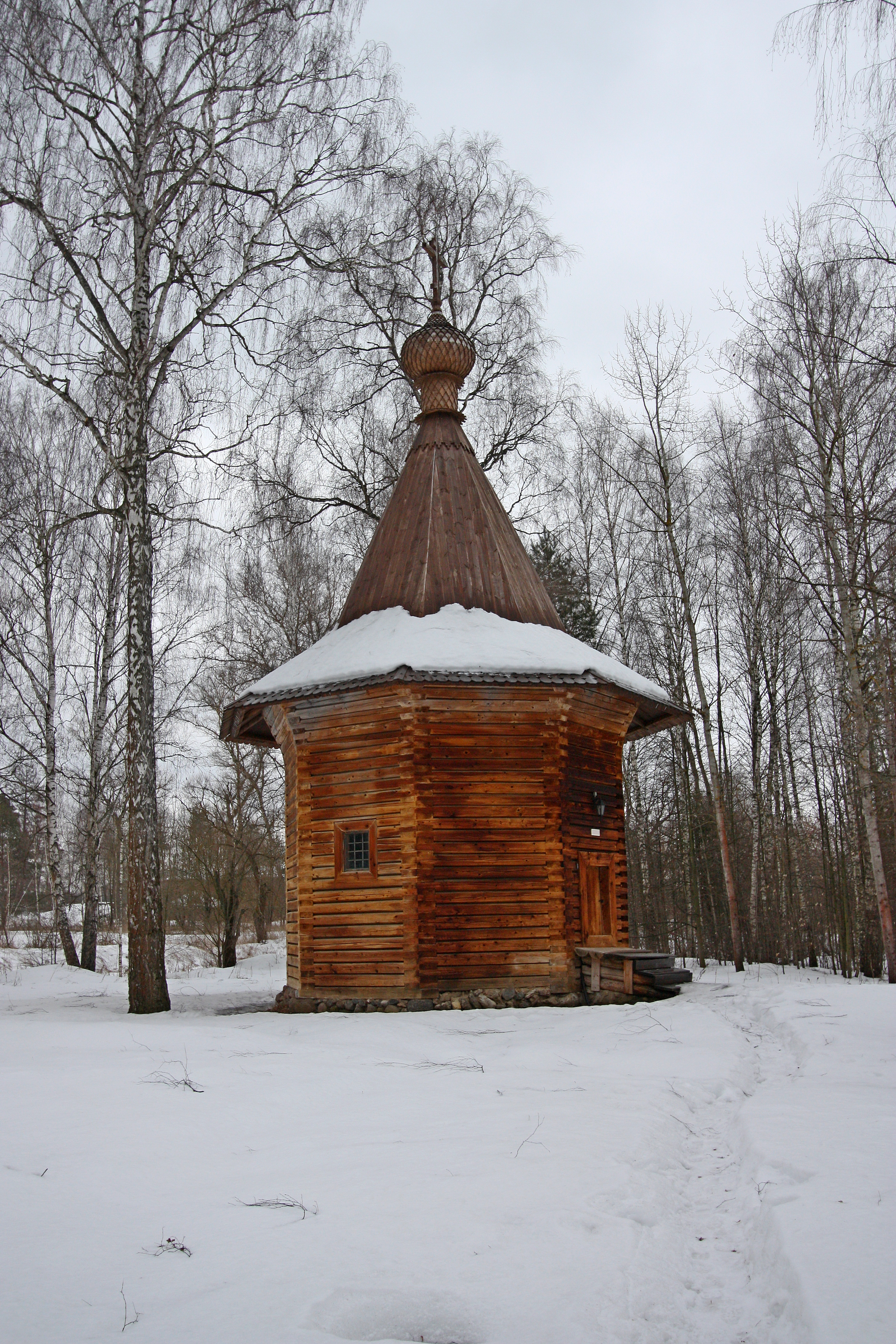
Часовня из села Сокольники Чеховского района

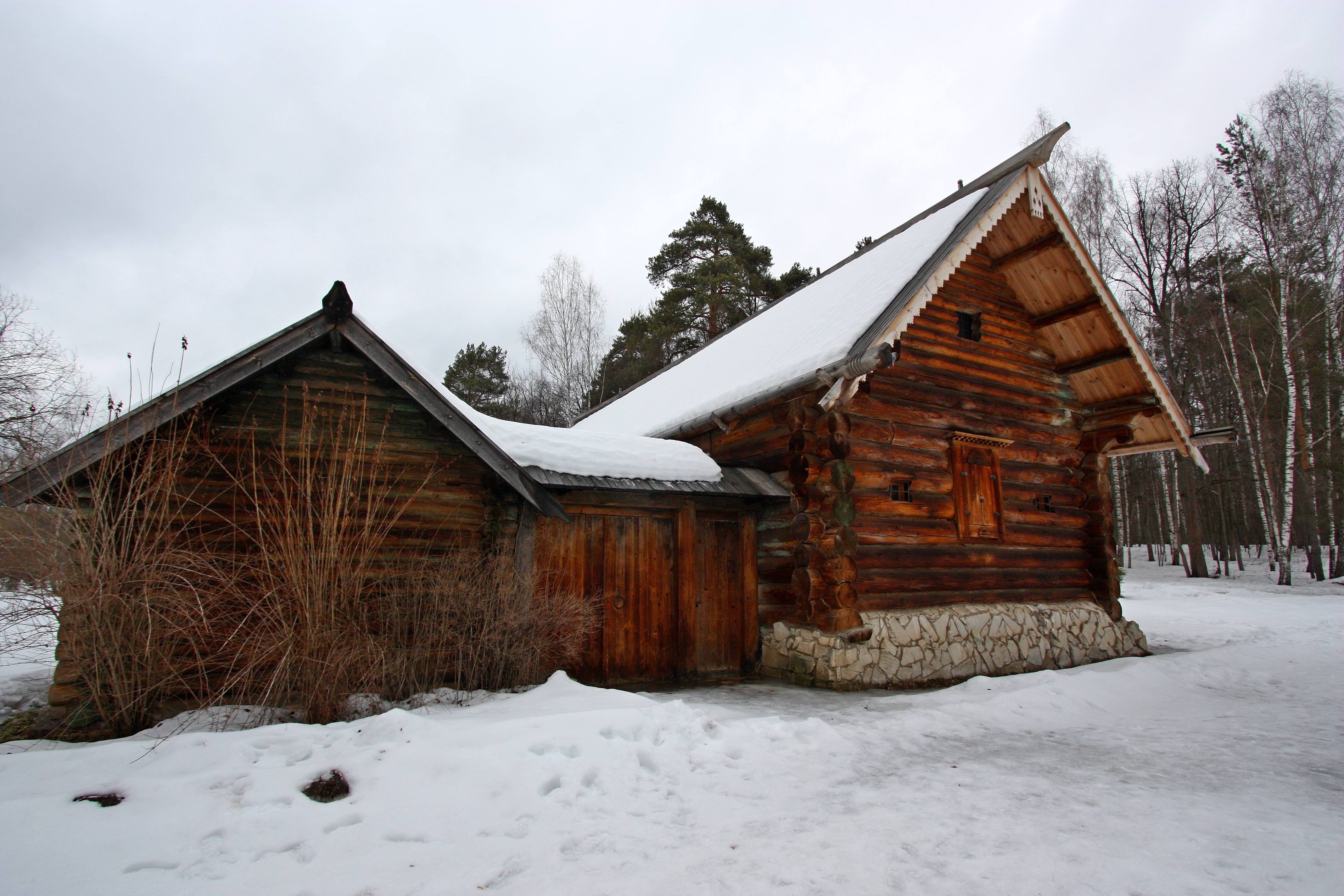
Усадьба крестьян Кокориных XIX века

С 1994 года музей сосуществует с возрождённым Ново-Иерусалимским ставропигиальным монастырём. Как отметил в июне 2008 года наместник монастыря Феофилакт (Безукладников): «В нашем музее очень большая коллекция экспонатов, примерно 180 тыс., это самый большой музей Московской области и, нужно сказать, единственный доходный на сегодняшний день, остальные музеи ныне убыточны. Поэтому вопросом сохранения музея озабочены все, и очень серьезно».
В апреле 2009 года распоряжением Правительства Московской области была принята долгосрочная целевая программа развитии музея «Новый Иерусалим» и его вывода с территории Ново-Иерусалимского монастыря в 2012 году. В связи с этим встала необходимость в строительстве нового здания для музея. Проект музейного комплекса был разработан архитектором Валерием Лукомским. Стилистика зеленой архитектуры была выбрана неслучайно, основой проектного решения нового здания стала идея сохранения доминирующей роли ансамбля Воскресенского Ново-Иерусалимского монастыря — памятника архитектуры XVII—XIX веков.
В 2014 году музей переехал в новое, трёхэтажное здание, расположенное на участке площадью 4,28 га и построенное в непосредственной близости от монастыря на противоположном берегу Истры. Это создало большие возможности для масштабной выставочной деятельности. Музей был переименован в Музейно-выставочный комплекс Московской области «Новый Иерусалим». 14 августа 2015 года наместник Ново-Иерусалимского монастыря игумен Феофилакт (Безукладников) освятил новое здание музея «Новый Иерусалим».

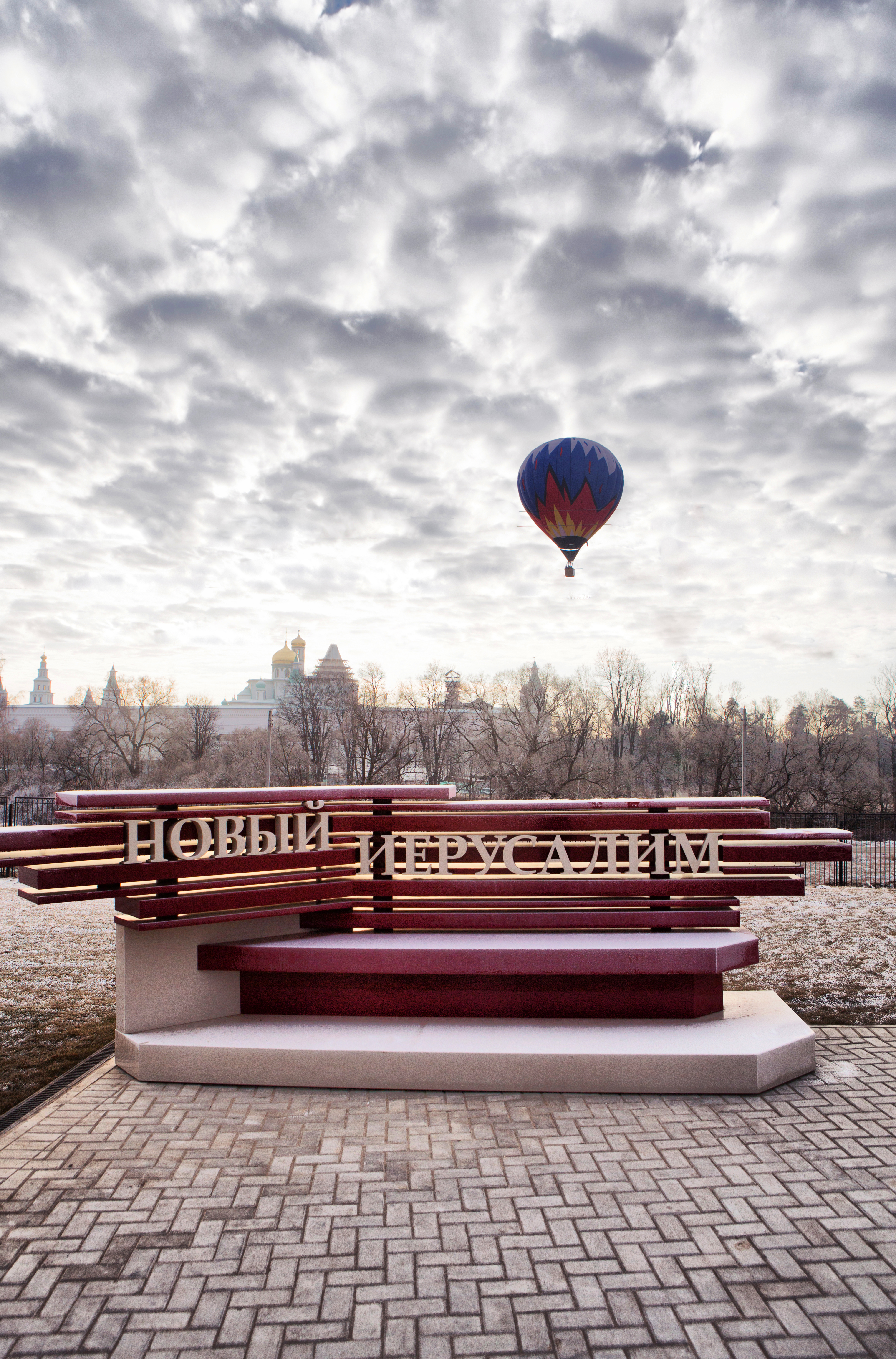
У музея «Новый Иерусалим»

С декабря 2017 года в музее открыта постоянная экспозиция «Новый Иерусалим—памятник истории и культуры XVII—XX веков», которая развернулась на площади 1500 м² и рассказывает о том, как задумывался и складывался образ Святых мест в Подмосковье, о роли Воскресенского Ново-Иерусалимского монастыря как памятника русского зодчества, русской истории и культуры, о личности патриарха Никона.
Важным направлением деятельности в музее «Новый Иерусалим» является налаживание взаимодействия с ведущими музеями России и других стран по подготовке совместных выставочных проектов. МВК «Новый Иерусалим» уже имеет опят сотрудничества с Государственным музеем изобразительных искусств им. А. С. Пушкина, Государственным Русским музеем, Государственным Эрмитажем, Государственным музейно-выставочным центром РОСИЗО и другими музеями.
«Новый Иерусалим» неоднократно становился площадкой для проведения крупных межмузейных проектов. На протяжении 2016 и 2017 года здесь можно было увидеть работы Айвазовского, Шишкина, Левитана из коллекций разных музеев со всей России. В конце 2017 года состоялось открытие масштабной экспозиции «Пикассо. Художник и книга», которая представила книжную графику, а также эскизы театральных костюмов и декораций величайшего художника XX века Пабло Пикассо.
В 2018 году одним из важнейших проектов музея стала выставка произведений Бориса Кустодиева «Венец земного цвета» к 140-летию художника, которая была проведена при поддержке Русского музея и с участием 13 музеев России, её посетило более 21 тысячи человек.
19 мая 2018 года в музее «Новый Иерусалим» совместно с Государственным музеем изобразительных искусств имени А. С. Пушкина открылась выставка работ крупнейшего представителя западноевропейского Ренессанса Альбрехта Дюрера, его предшественников и современников «Эпоха Дюрера. Немецкая графика и живопись конца XV — первой половины XVI века». В экспозицию вошли графические работы великого мастера — шедевры гравировального искусства, а также живописные произведения немецких мастеров из собрания ГМИИ и частных коллекций.
В 2024 году музей продолжает работу над созданием второй части постоянной экспозиции — Художественной галереи, которая представит церковное искусство (в частности в постоянной экспозиции музея представлена одна из двух дошедших до нашего времени икон редкого иконографического типа «Лабиринт духовный»), русское искусство XVIII — начала XX века и искусство XX—XXI веков. Отдельный раздел экспозиции «Особая кладовая» будет включать предметы декоративно-прикладного искусства из драгоценных металлов XVI—XX веков: памятники русского и греческого лицевого и орнаментального шитья XVI—XVII веков и медного литья, изделия русских и западноевропейских серебряников, произведения русских мастеров эмали и светского бытового серебра.

На базе музейно-выставочного комплекса «Новый Иерусалим» планируется создание специального пространства для развития творческих способностей юных посетителей — Детского интерактивного центра. Такая образовательная площадка откроет перед посетителями новые возможности для получения знаний и творческой реализации.
К 2019 году, к 90-летнему юбилею Московской области, музею «Новый Иерусалим» предстоит создание постоянной Мультимедийной экспозиции «История и культура Подмосковья». Она разместится на площади 7000 м² и расскажет об археологическом прошлом всего подмосковного региона, о его развитии в Средние века от Московского княжества до Российского государства и от образования Московской губернии до наших дней.
Наряду с ведущими европейскими площадками, МВК «Новый Иерусалим» позволяет знакомиться с экспозициями в новом digital-пространстве. Они создаются на основе современных музейных технологий и представят посетителям широкие мультимедийные возможности: видеоинсталляции, интерактивные столы и киоски с тематическим контентом, голографические витрины и технологии дополненной реальности.
В 2019 году разрабатывается глобальная концепция, рассчитанная на ближайшие годы, которая направлена на реорганизацию и развитие музея как крупнейшего культурного центра Подмосковного региона, выведение на новый уровень экспозиционно-выставочной, образовательно-просветительской деятельности, продвижение историко-культурного и паломнического туризма в регионе и создание развитой инфраструктуры.
После проведения масштабного комплекса работ, которые уже начаты, к 90-летнему юбилею Московской области музей «Новый Иерусалим» должен стать одной из самых современных и крупных выставочных площадок в России, главным экспозиционным центром региона.

### История названия музея
- 29 марта 1920 года — Воскресенский художественно-исторический музей
- ноябрь 1921 года — Музей местного края
- апрель 1922 года — начало 1930-х — объединение двух музеев в Государственный историко-краеведческий музей
- начало 1930-х — 1935 год — Государственный опытно-показательный музей Московской области в г. Истре
- 31 декабря 1935 года — 21 декабря 1991 года — Московский областной краеведческий музей
- 21 декабря 1991 года — 11 июня 2014 года — Историко-архитектурный и художественный музей «Новый Иерусалим»
- 11 июня 2014 года — 24 декабря 2020 года — Музейно-выставочный комплекс Московской области «Новый Иерусалим»
- с декабря 2020 года — Государственный историко-художественный музей «Новый Иерусалим»